# Léopold Congo-Mbemba
Léopold Congo-Mbemba, né le 16 novembre 1959 à Brazzaville et mort le 16 février 2013 à Villejuif,, est un poète congolais. Léopold Congo Mbemba s'inscrit dans la lignée de poètes comme Léon-Gontran Damas, Léopold Sédar Senghor et surtout Aimé Césaire pour son engagement.

## Biographie
Poète, il effectue d'abord des études de philosophie (DEA à l'Université de Paris IV-Sorbonne). Léopold Congo-Mbemba est quelque temps codirecteur de la collection Poètes des cinq continents aux Éditions L'Harmattan avec Alain Mabanckou et Geneviève Clancy, puis il devient adjoint de direction à la Géode (Cité des sciences et de l'industrie) et à partir de 2001 membre associé pour l'Afrique francophone de l'Académie mondiale de la poésie (UNESCO, à Vérone en Italie).
Léopold Congo Mbemba organise ensuite et pendant de nombreuses années, en France et à l'étranger, des lectures et des manifestations de poésie ainsi que des ateliers d'écriture en milieu scolaire. Il meurt à 53 ans.Il laisse derrière lui une veuve Nicole Mbemba, née Nyemeg.
Il a écrit dans Le Tombeau Transparent : « Je m'en irai par les chemins du silence, / la mémoire ballottée dans l'orage / de vent des souffles et de pluie de sang, / les pieds pataugeant dans la boue de chair / de ceux qui ne seront plus, / j'interrogerai sans relâche / la sagacité des grands mages. »

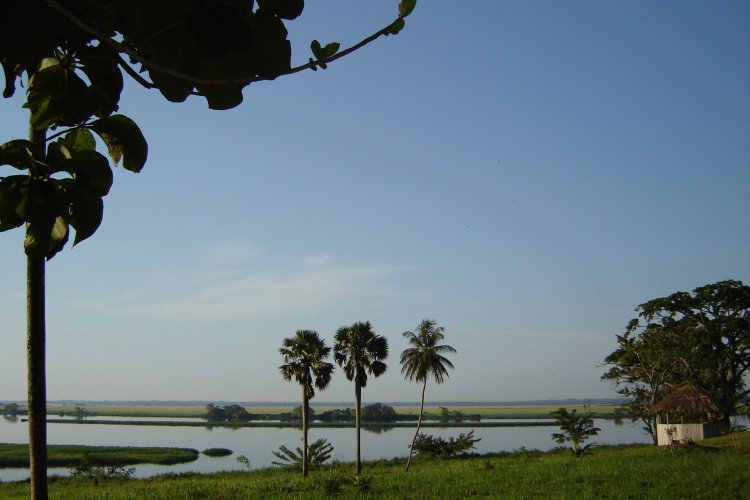
Photo des abords du Lac Mai-Ndombe

## Style

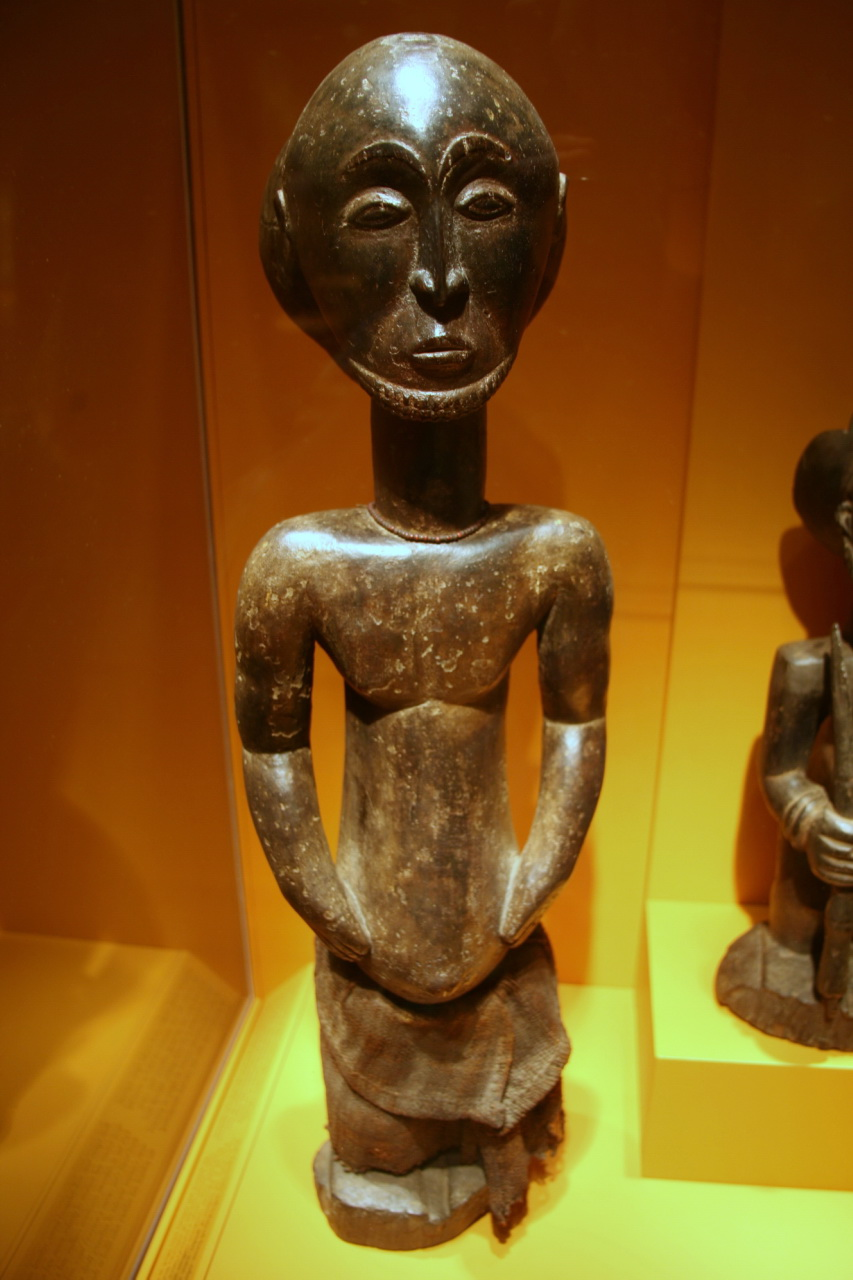
Figure d'ancêtre hemba.

Pour Tanella Boni, il fait « partie de la génération qui assure la relève après Tchicaya U Tam'si, Sony Labou Tansi, Jean-Baptiste Tati Loutard […], dès son premier recueil, Déjà le sol est semé (1997) ne disait-il pas "Je nais vêtu de blessures" ? La question de l'origine et celle de la filiation l'amènent à remonter le cours d'une histoire d'hommes mémorables : Césaire, Damas, Toussaint Louverture, Coltrane, Baldwin, Metellus, Malcolm X, Martin Luther King, Lumumba… : hommes politiques, écrivains, musiciens, activistes et poètes de la négritude. Entre l'Afrique, l'Amérique, la Caraïbe, à l'ombre de figures tutélaires, là est sa place parmi ses confrères, par-delà le temps et l'espace… le poème construit des stèles sur le lieu du désastre, apporte son rythme, sa musique, ses clairs phonèmes, et son souffle à ceux qui tombent sans nom, sans visage. »
Selon Daniel Biyaoula, le préfacier de Ténors-Mémoires, « après Déjà le sol est semé, Le Tombeau transparent et Le Chant de Sama N'déye, Léopold Congo-Mbemba nous offre ici son quatrième recueil de poèmes, Ténors-mémoires. Celui-ci se situe dans la lignée des précédents par sa qualité littéraire et son sujet, mais il s'en distingue par la thématique abordée, par sa structure éclatée, ses constructions stylistiques atypiques. Ténors-Mémoires est un recueil qui exsude la sensibilité, la maturité et la maîtrise littéraire, où le fond ne sacrifie rien à l'esthétique, à la forme, à un travail très poussé sur la langue. Au contraire tous se tiennent et se soutiennent pour former un texte poétique qui n'est pas hors du langage, qui est tout d'émotions, d'amour, d'humanité et de significations, traversé de part en part de beauté et de Négritude, un texte qui nous raconte le Nègre, l'homme. »
Enfin, pour l'écrivain sénégalais Babacar Sall, préfacier du livre Le tombeau transparent, « en s'inscrivant sur le registre du chant, Léopold Congo Mbemba élève la poésie à un niveau d'exigence que seuls atteignent ceux qui ont déjà achevé d'exprimer "le firmament intérieur" des mots ». Sa poésie telle une offrande de l'Éveilleur (terme employé par Césaire, pour le poète, et repris par Congo-Mbemba dans sa préface à Magies), sa poésie tel un oratorio où règne la présence du poème dans sa souveraineté, est faite d'invocations : « Les invocations ?... / Mais pourquoi rappeler à nous les dieux et les morts, / quand les vivants habitent si peu / en nos mains sans amour.. » Léopold Congo-Mbemba est de cette génération dont « les hommes de demain diront avec justesse : c'était la Génération des exils! »

## Publications
- Déjà le sol est semé, préface d'Alain Mabanckou, coll. « Poètes des cinq continents », L'Harmattan, Paris, 1997.  (ISBN 9-782738-450692)
- Le Tombeau Transparent, préface de Geneviève Clancy, coll. « Poètes des cinq continents », L'Harmattan, Paris, 1998.  (ISBN 9-782738-467546)
- Le Chant de Sama Ndéye suivi de La Silhouette de l'éclair, préface de Babacar Sall, coll. « Poètes des cinq continents », L'Harmattan, 1999.  (ISBN 9-782738-481177)
- Magies dans Les Nouveaux poètes français, collectif, anthologie de Matthias Vincenot, éditions Jean-Pierre Huguet, 2000.  (ISBN 9-782708-708310)
- Ténors-Mémoires, préface de Daniel Biyaoula, Présence Africaine, coll. « Les Lettres du Temps », Paris, 2002. Prix Louise-Labé 2004.  (ISBN 9-782708-707436)

## Théâtre
Et les chiens se taisaient, sur des extraits de Cahier d'un retour au pays natal d'Aimé Césaire, est un spectacle sur une idée de Léopold Congo Mbemba, dans la mise en scène de Philippe Chemin, par la Compagnie du Dahut Synthétique. Le texte de présentation est du poète Congo-Mbemba :

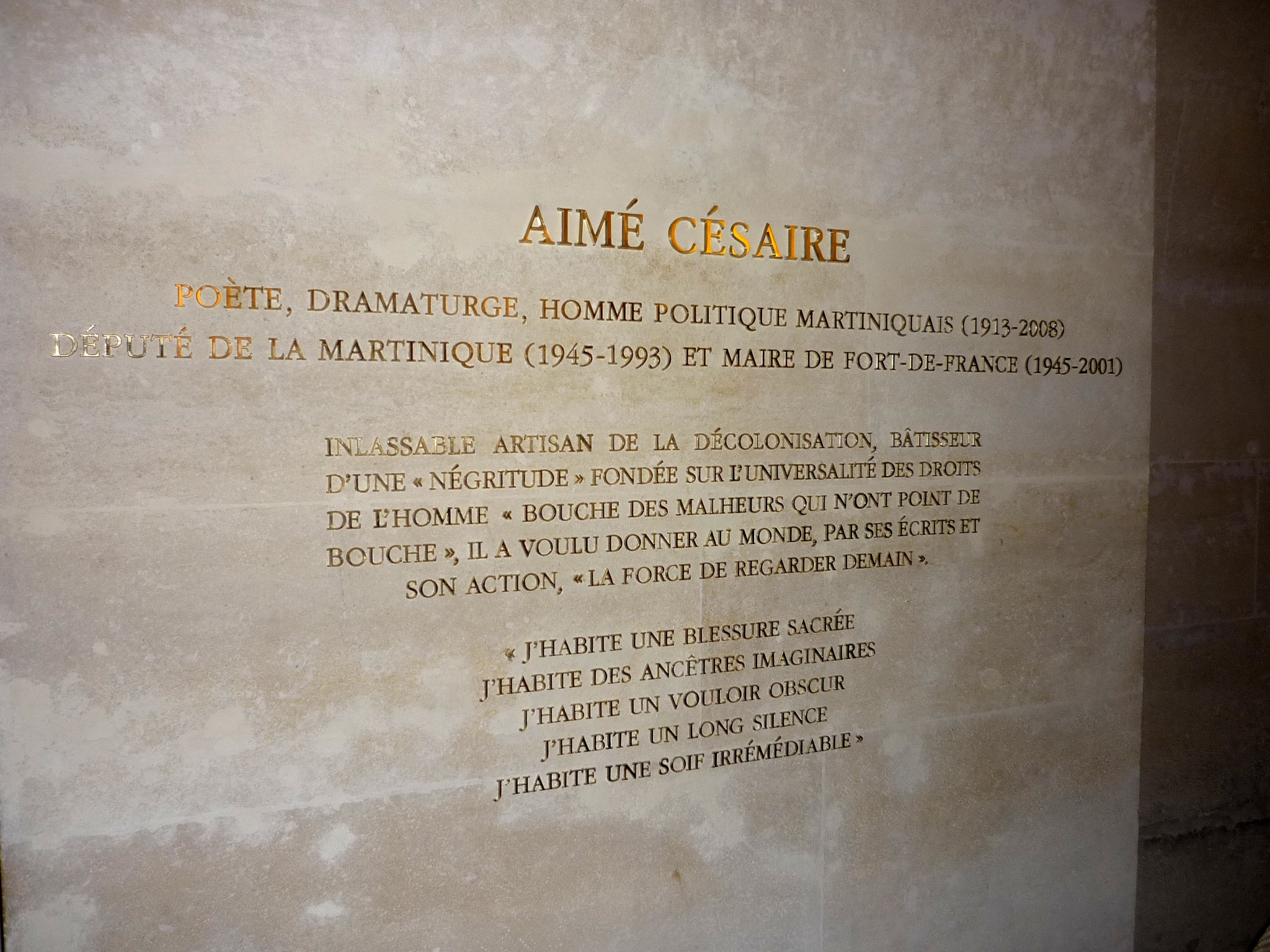
Inscription au Panthéon.

« La poésie, telle qu'Aimé Césaire la conçoit, "c'est la plongée dans la vérité de l'être". C'est la pression de l'expérience qui pousse la langue à la poésie.
Césaire traite de la condition du peuple noir, de l'humiliation coloniale, de la lutte pour la dignité humaine. Déjà sa première œuvre poétique, Cahier d'un retour au pays natal, se définit comme un drame collectif vécu par lui-même et par tous les nègres colonisés. Puis en 1946 paraît Et les chiens se taisaient, une tragédie lyrique, un long cri révolutionnaire en langage clair, direct.
J'avais envie de mettre en parallèle ce premier chant poétique avec cette première pièce dramatique, deux reflets d'une même obsession : faire coïncider le destin individuel avec celui de la communauté en quête de la liberté.
Préfigurant la décolonisation, Et les chiens se taisaient raconte l'histoire d'un homme, un révolutionnaire, révolté par sa condition d'esclave, qui tue son maître et appelle son peuple au soulèvement.
C'est la réflexion sur la solitude du héros qui refuse le compromis et passe par la tentation, la peur, l'arrestation et la mort.
Mais la mort du rebelle, c'est le prélude de sa renaissance et de celle de son peuple.
Comme l'écrit Georges Ngal : "Le sacrifice du rebelle garde sa valeur en soi et restera devant le peuple comme une lumière qui l'éclaire, bien qu'il préfère par peur les ténèbres de la nuit. Le héros disparaît, mais son action reste dans la mémoire du peuple comme un rappel. Le bienfait acquis par le rebelle est irréversible, qu'il soit accordé ou pas".
C'est la première phase historique de la lutte révolutionnaire et la poésie, par son aspect synthétique, par son raccourci dynamique, se révèle certainement plus apte à exprimer des passions fortes, des sentiments douloureux. Inspirée par la tragédie grecque, par Nietzsche, et brechtienne par son refus de la psychologie, la dramaturgie à la manière de Césaire est surtout africaine et africaine dans la conception globale de la vie, de l'art.
L'œuvre de Césaire qui est à la fois lyrisme et politique, histoire et philosophie, ne procède pas d'un réalisme scientifique mécanique, mais d'un réalisme humain, parce que complexe. Il s'agit désormais de dépasser l'état présent, de se projeter à partir de ces expériences mêmes du passé et du présent. »

## Texte collectif
- Oratorio#b, (ouvrage collectif), avant-propos de Nasser-Edine Boucheqif, préface Jean-Michel Dian, textes de L. Congo-Mbémba, Philippe Tancelin, Nasser-Edine Boucheqif, M. Mounsi, B. Volkar-Velten, Geneviève Clancy, coll. « Veilleurs de Nuit », éd. Polyglotte-C.i.c.c.a.t, 2012.

## Hommages
De nombreux hommages ont été rendus au poète en France et au Congo. En particulier, au Théâtre Les Déchargeurs avec les Éditions Polyglottes et le CICEP (Centre international et interuniversitaire de créations d'espaces poétiques) qui ont salué leur ami poète Léopold Congo Mbemba « qui s’est éloigné de la rive du jour voici quelques mois. » Un très récent texte de Léopold Congo-Mbemba ainsi que sa dernière prestation publique ont été présentés en juin 2012 à l’occasion de la création collective d’un Oratorio dans une scénographie de Nasser-Edine Boucheqif présenté aux Déchargeurs. 
Quelques poètes et la comédienne de cet oratorio ont donné lecture de l’intégral du texte écrit par Léopold Congo Mbemba ainsi que d’un certain nombre de ses textes dernièrement parus. Quelques témoignages d’amis du poète, en particulier de Présence africaine et des Éditions Polyglotte, ont animé cette soirée du samedi 25 mai 2013. Nasser-Edine Bocuheqif a également consacré un article et a publié le dernier poème de Léopold Congo-M'bemba dans sa chronique Vu du Sud sur le site recourpoeme.fr.

### Articles Connexes
- République du Congo
- Édouard Glissant
- Négritude